# 冴木一馬
冴木 一馬（さえき かずま、昭和32年（1957年） - ）は、日本の花火写真家、研究家。花火師の免許を取得している。
山形県鶴岡市出身。現在、大阪在住。専門学校卒業後、アパレル会社へ就職。その後、フリーカメラマンとして独立。写真への興味は専門学校時代に同じ寮にいた友人の影響だと語っている。
韓国の民主化運動の取材では肩から提げていたカメラバッグを銃弾が貫通したという話が残っている。
事件や事故の現場を中心に担当していた中、1987年に大阪の天神祭で花火を記録したことをきっかけとして花火への興味を持つようになった。今日では、ハナビストを自称している。ハナビストは写真家以上の活動として肩書きを考えていた当時、コラムニストやエコノミストなどの横文字職業が流行していたのを機に「ハナビスト」と自分で考えたと伝えられている。

## 概要
千代田デザイン写真学院卒業後、会社員生活を経て報道カメラマンとして独立。
韓国の民主化運動やフィリピンのアキノ政変の取材などで各週刊誌に発表。
2005年、東京都写真美術館・監修の現代写真人名事典に日本写真界を代表する1500人として選ばれた。
2009年5月、中国・湖南省瀏陽市より招待を受け市立博物館において写真展を開く。
2009年8月にNHKワールドニュースで世界に紹介される。

## 来歴
- 1957年、山形県鶴岡市に生まれる。
- 1987年、花火の撮影を始める。
- 1996年、National Geographic 10月号に蛍光色の花火を紹介。
- 1997年、煙火打揚従事者手帳を取得。同時に肩書きをハナビストとして花火の歴史や民族文化などの研究も始める。
- 2002年11月、1000大会の撮影を記録。
- 2002年、花火を題材にした版画を制作。
- 花火の版画製作や花火大会運営のプロデュースなどでも活動。
- 2005年、国際花火シンポジウムに参加。
- 2006年　National Geographic 12月号に世界最小の花火を紹介。
- 2007年　National Geographic 3月号に江戸時代から続く日本の伝統花火を紹介。
- 2008年、大阪観光大学学外研究員就任。

## 著書一覧
- 『花火景』赤々舎 2020年 ISBN 978-4-86541-126-3
- 『HANABI』(花火)　光村推古書院 2017年 ISBN 978-4-8381-0565-6
- 『花火のふしぎ』 ソフトバンククリエイティブ 2011年 ISBN 978-4-7973-6450-7
- 『知って楽しい花火のえほん』 あすなろ書房 2008年 ISBN 978-4-7515-2292-9
- 『花火ハンドブック』 文一総合出版 2008年 ISBN 978-4-8299-0184-7
- 『花火の本 - 線香花火から、仕掛花火のスターマインまで - 』 淡交社 2004年 ISBN 4-473-03177-2
- 『花火写真集片貝まつり - 世界でここだけの四尺玉 - 』 ぶんか社 2003年 ISBN 4-8211-2542-0
- 『ファンタジア花火、咲いた。』 ピエ・ブックス 2002年 ISBN 4-89444-199-3
- 『日本列島花火紀行』 山と渓谷社 2001年 ISBN 4-635-01146-1
- 『花火おもいでの夏』 山文社 1998年 ISBN 4-87926-082-7
- 『四季の花火を見に行こう』 講談社 1998年 ISBN 4-06-198130-7
- 『幻想花火』 創森出版 1997年 ISBN 4-915886-15-8
- 『日本の花火』 光村推古書院 1997年 ISBN 4-8381-0199-6

## 所出(抜粋)

### パンフレット
- 長野オリンピック公式プログラム
- サンヨー電気 パンフレット

### 新聞・雑誌広告
- NTTドコモ 新聞広告
- 富士ゼロックス 新聞広告
- 日立電気 雑誌広告
- 富士フイルム 雑誌広告・ポスター

### ポスター
- 富士フイルム
- 赤川花火大会 ポスター
- 小田原酒匂川花火大会 ポスター
- 熱海海上花火大会ポスター
- アート・オブ・ファイアー ポスター
- 和歌山ポルトヨーロッパ ポスター
- 琉球海炎祭

### 受賞歴
- 富士ゼロックス株式会社 「美の計算」 日刊工業新聞社賞受賞 2002年

## 番組出演
- 『chouchou』 テレビ朝日 （テーマ：なぜ花火は儚い気持ちになるのか?・2018年7月29日放送）

## CM出演
- アサヒビール「黒生」 2003年7月

## 展覧会一覧
- 2002年7月、島本町立ふれあいセンター(大阪府島本町)、高島屋 京都店(展示のみ・京都府京都市)
  - 高島屋 大阪店(展示のみ・大阪府大阪市)
  - 8月、ミタカカメラ ギャラリー(大阪府大阪市)
- 2003年5月、酒田市立美術館 父子展(山形県酒田市)
  - 6月、関西空港2Fロビー(大阪府泉佐野市)
  - 8月、プラザ・クレイン(山形県鶴岡市)、ミタカカメラ ギャラリー(大阪府大阪市)
- 2004年6月、神戸アーバングルメポート(兵庫県神戸市)、アートホール神戸(兵庫県神戸市)
  - 7月、大丸百貨店 京都店(京都府京都市)
  - 8月、ミタカカメラ ギャラリー(大阪府大阪市)、松坂屋 高槻店(大阪府高槻市)
  - 9月、ギャラリー遊水庵(大阪府大阪市)
  - 12月 第2回古民家まるごとアートまるかじり展参加(大阪府吹田市)、神戸ファッション美術館(兵庫県神戸市)
- 2005年2月、尼信博物館(兵庫県尼崎市)
  - 6月、伊丹市立工芸センター(兵庫県伊丹市)
  - 7月、ギャラリー遊水庵(大阪府大阪市)
  - 8月、ミタカカメラ ギャラリー(大阪府大阪市)
- 2006年2月、熱海市起雲閣(静岡県熱海市)
  - 7月、アトリエグランテラス芦屋(兵庫県芦屋市)、藤丸百貨店(北海道帯広市)、ながの東急百貨店(長野県長野市)
  - 8月、尼信博物館(兵庫県尼崎市)、松坂屋高槻店(大阪府高槻市)
- 2007年6月、松坂屋高槻店(大阪府高槻市)、神戸ポートピアギャラリー(兵庫県神戸市)
  - 7月 松坂屋百貨店上野店(東京都)
- 2009年5月、瀏陽市立博物館(中国・湖南省)
- 2023年6月10日-7月16日 尼信博物館(兵庫県尼崎市) 「As it flows」
- 2024年5月28日-6月9日 京都写真美術館ギャラリー・ジャパネスク 「indifference」
- 2024年6月12日-17日 ギャルリVEGA(大阪府池田市) 「MAKOTO」(誠)